# Galerie nationale d'Arménie
La Galerie nationale d'Arménie (en arménien Հայաստանի Ազգային Պատկերասրահ) est le principal musée d'Erevan, capitale de l'Arménie. Elle est située sur la place de la République, un des centres névralgiques de la ville, dans le même bâtiment que le Musée d'histoire de l'Arménie.

## Historique
En 1918 est fondée la Première République d'Arménie sur les terres situées au pied du mont Ararat et autour de l'Aragats. Dès lors, les Arméniens exilés du monde entier arrivent dans leur pays et Erevan se dote rapidement d'un Théâtre national et d'une École d'art dramatique, d'un Conservatoire national de musique (1919), ainsi que d'une université (1920) et d'autres instituts éducatifs. Par la suite, avec la soviétisation du pays sont construits l'Opéra et le Musée d'État.
Le bâtiment de la Galerie est achevé en 1921, à l'époque de la construction de la ville par l'architecte Alexandre Tamanian. Dès lors la galerie est née, définie comme la « section artistique du musée d'État ». À ses débuts, l'organisation est confiée au peintre Martiros Sarian, qui quitte Rostov-sur-le-Don pour accepter sa mission et organise la première exposition avec des œuvres d'artistes arméniens ; peu après, c'est la collection de peintures de l'Institut Lazarev de Moscou qui est envoyée à Erevan.
En 1935, la section artistique, qui commence à s'enrichir, est transformée dans un premier temps en « Musée d'art », puis en « Galerie d'État d'Arménie » en 1947 pour devenir finalement la « Galerie nationale d'Arménie » à l'indépendance de l'Arménie en 1991. Entretemps, le musée est agrandi et une nouvelle section, plus grande, ouvre en 1978.
Depuis ses débuts, la galerie a constitué une importante collection à coups d'achats et de dons. La liste des donateurs est disponible sur le site de la galerie.

## Architecture
Comme nombre de bâtiments construits au début du siècle pour transformer Erevan en capitale de république soviétique digne des dirigeants de Moscou, l'architecture du bâtiment abritant la Galerie nationale respecte le style néoclassique imposé par Alexandre Tamanian. Le grand bâtiment aux façades noires à l'origine trône littéralement sur la toute nouvelle place de la République.
En 1978, le tuf noir des deux premiers étages est remplacé par de la pierre blanche et dans le même temps, une nouvelle section de huit étages d'exposition est ajoutée, rendant l'immeuble encore plus massif.
La Galerie occupe les étages supérieurs du bâtiment, ainsi qu'une partie du deuxième étage (les deux premiers sont occupés par le Musée d'histoire de l'Arménie).

## Collection
La majeure partie de la collection de la Galerie provient de donations d'Arméniens de la diaspora. Elle est la plus grande collection d'œuvres d'artistes arméniens au monde.
On y trouve principalement des tableaux d'Ivan Aïvazovski, Ivan Chichkine, Sylvestre Chtchedrine, Minas Avétissian, Charles Atamian, Gevork Bashindzhagian, Arpenik Nalbandyan ou encore Théodore Rousseau, Adolphe Monticelli, Narcisse Díaz de la Peña et Eugène Boudin pour la section « Art d'Europe occidentale ».
La collection permanente comprend aussi des dessins, des gravures, des sculptures et des œuvres d'art religieuses.
Une série de reconstitutions de fresques antiques par Sarkis Katchadourian, précédemment acquise par le Musée Guimet, est déposée à la Galerie nationale d'Arménie à la suite de l'accord culturel est signé entre la France et l’Arménie en 1971.

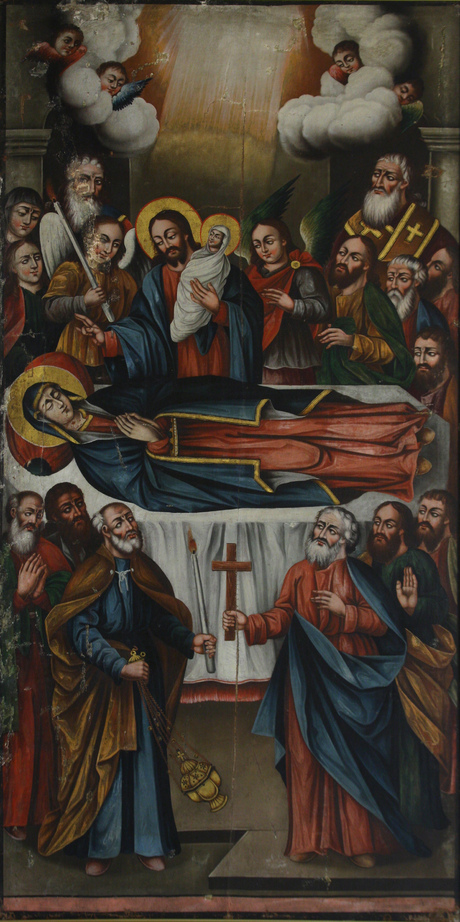
Hakob Hovnatanian, Assomption de la Vierge, XVIII s.
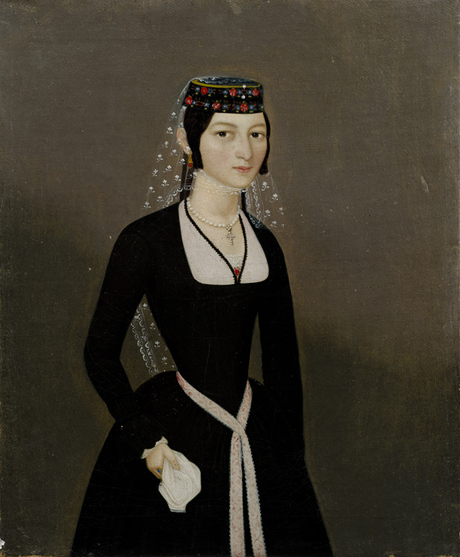
Hakob Hovnatanyan, Portrait de Natali Teumian, 1830-1840
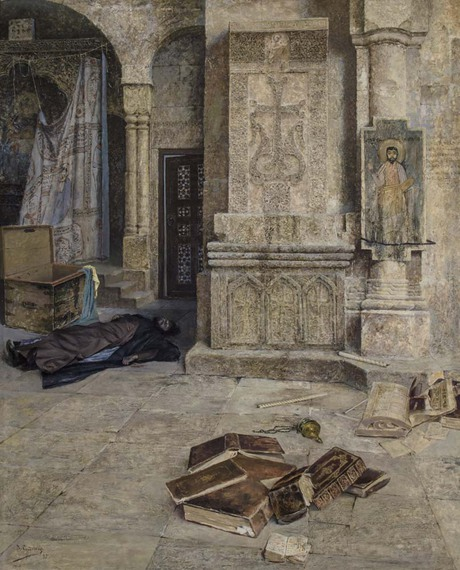
Vardges Sureniants, Sanctuaire profané, 1895
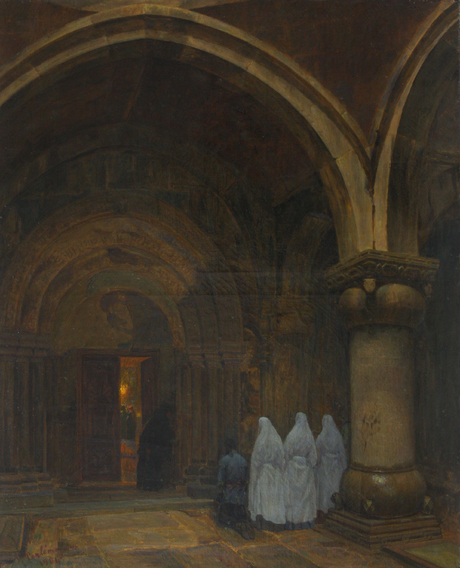
Panos Terlemezian, Gavit du monastère de Sanahin, 1904
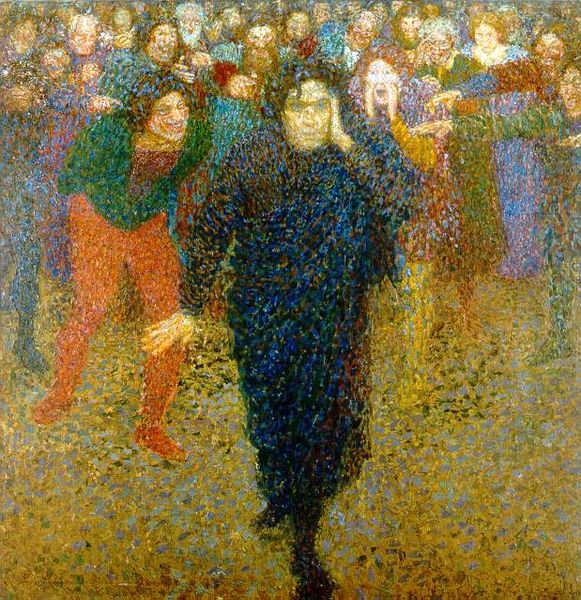
Yeghishe Tadevosyan, Le génie et la foule, 1919
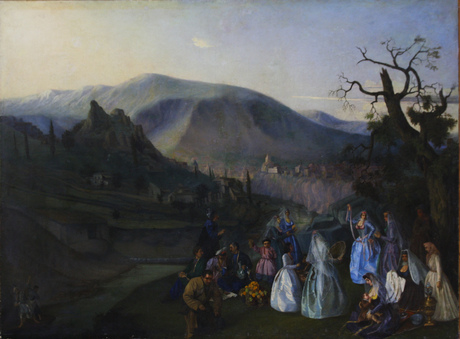
Stepanos Nersissian, Pique-nique au bord de la Koura, 1860
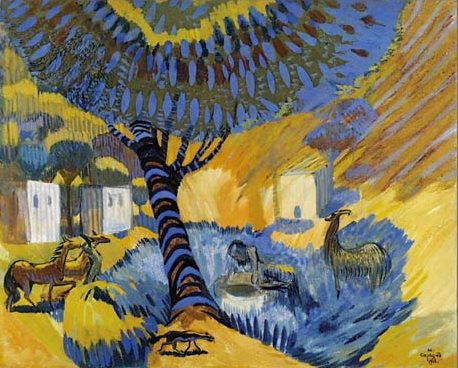
Martiros Saryan, Au bord du puits. Journée chaude, 1908
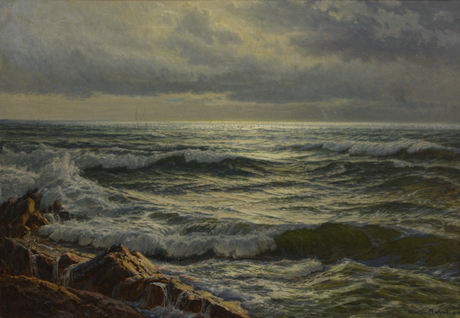
V. Makhokhyan, Océan, 1918—1920
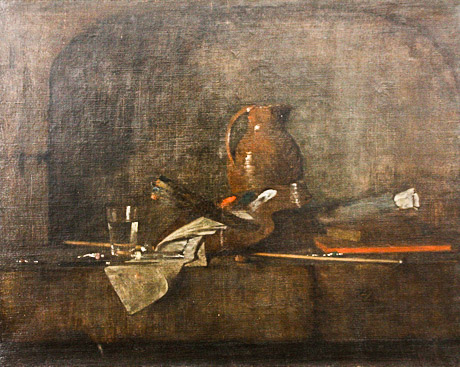
Z. Zakarian, Nature morte. Objets d'art, 1900
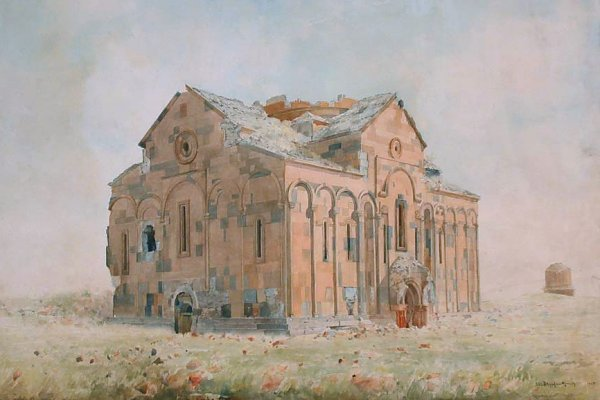
Arshak Fetvadjian, Cathédrale d'Ani, 1905